# Brun skugglöpare
Brun skugglöpare (Paranchus albipes) är en skalbaggsart som först beskrevs av Fabricius 1796.  Brun skugglöpare ingår i släktet Paranchus, och familjen jordlöpare. Enligt den finländska rödlistan är arten nära hotad i Finland. Arten är reproducerande i Sverige. Artens livsmiljö är grus-, klapper- och stenstränder vid Östersjön.

## Bildgalleri

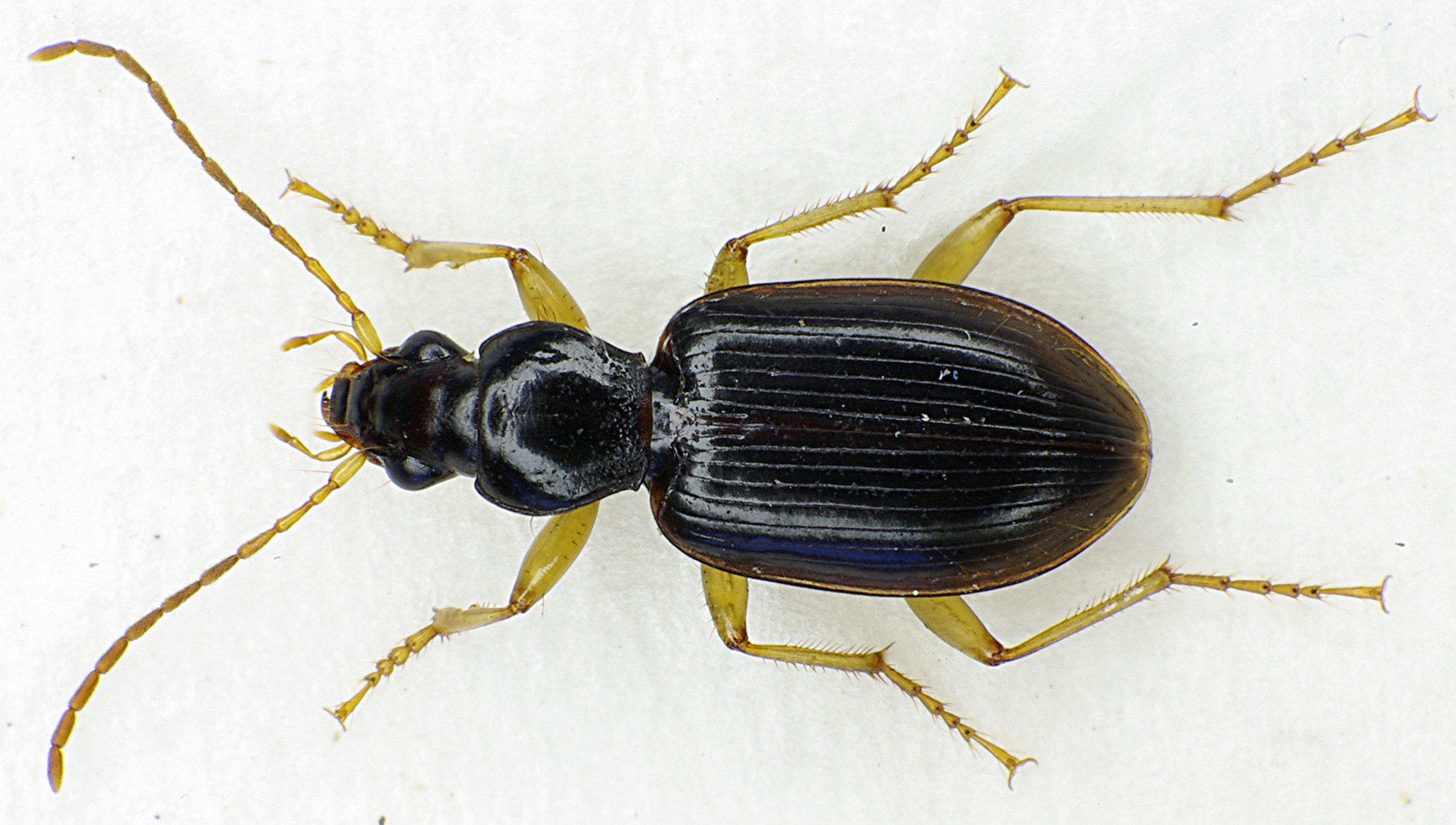
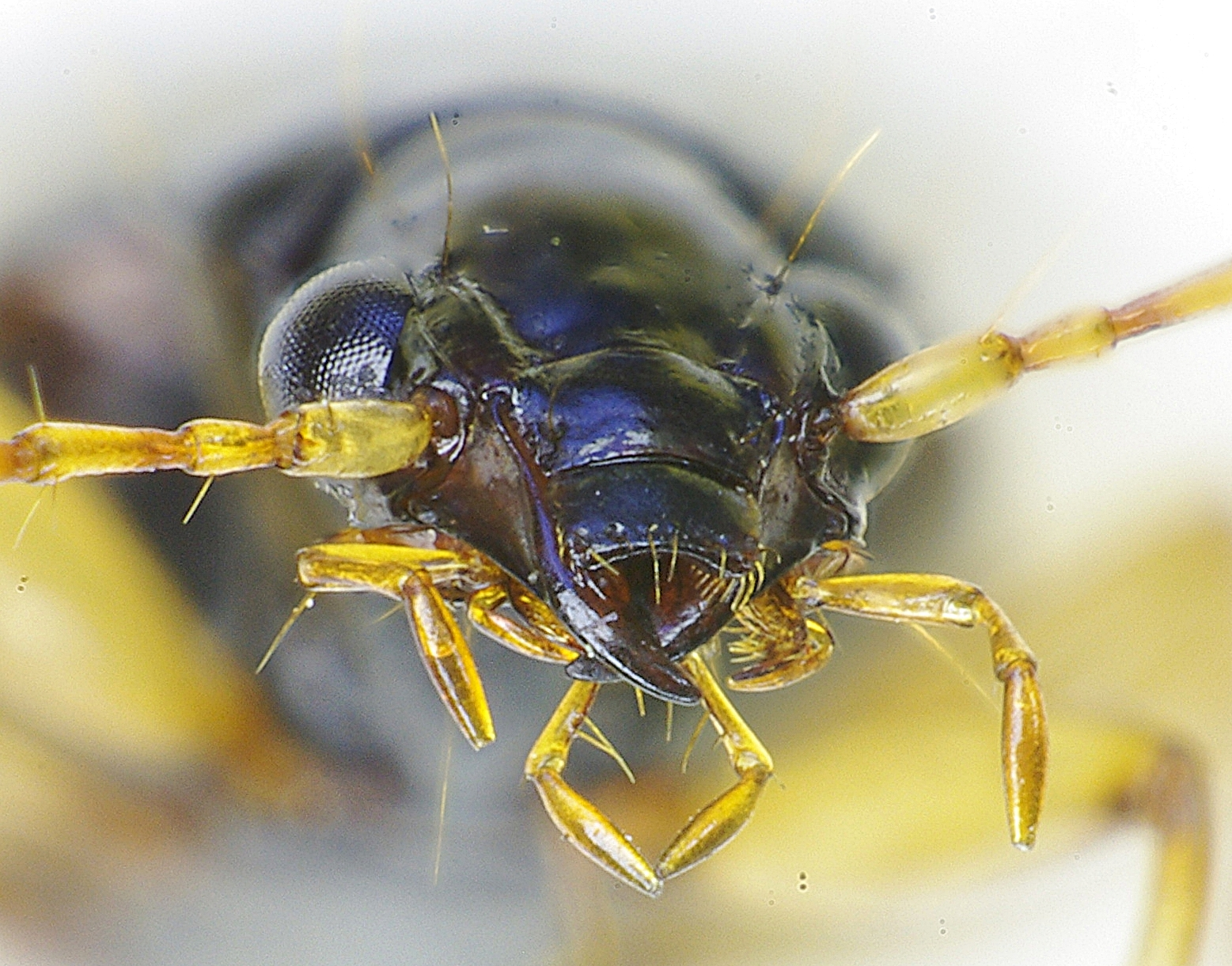
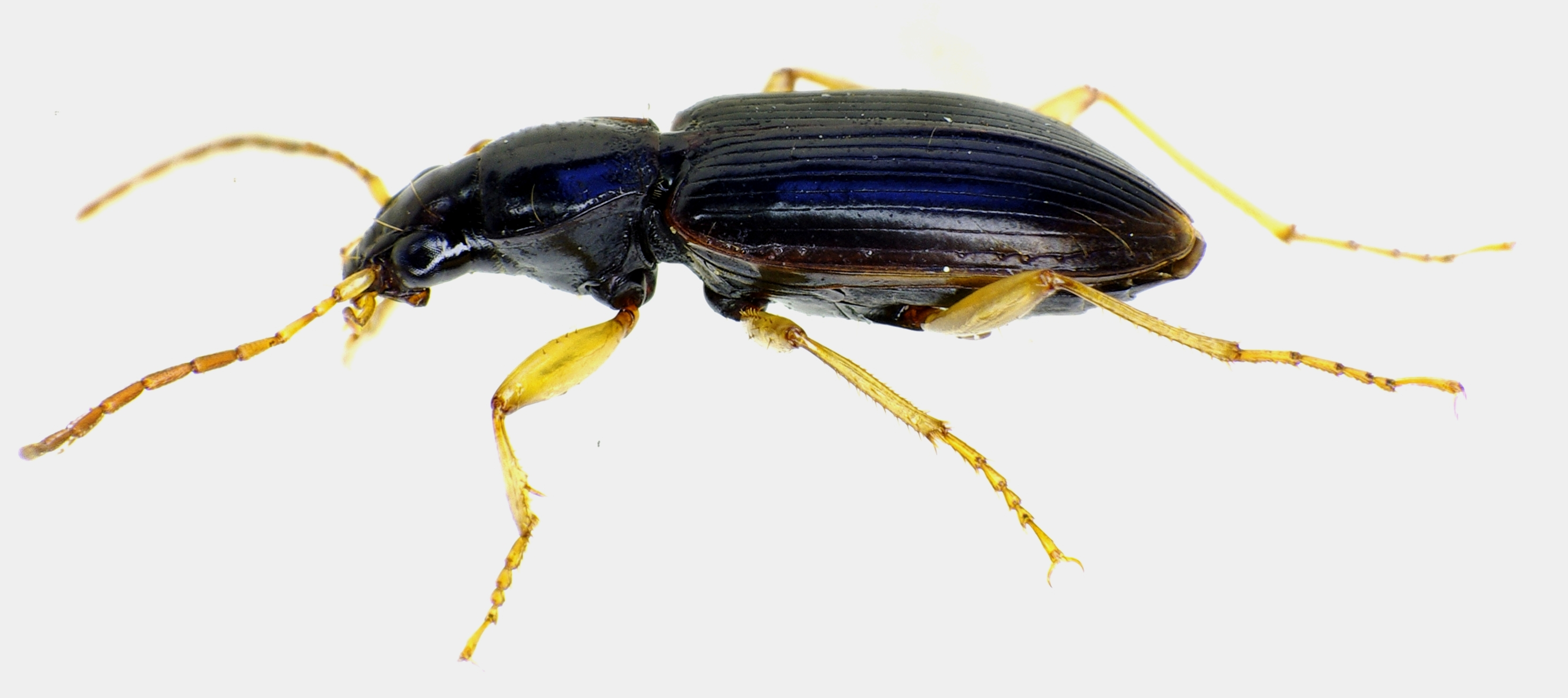
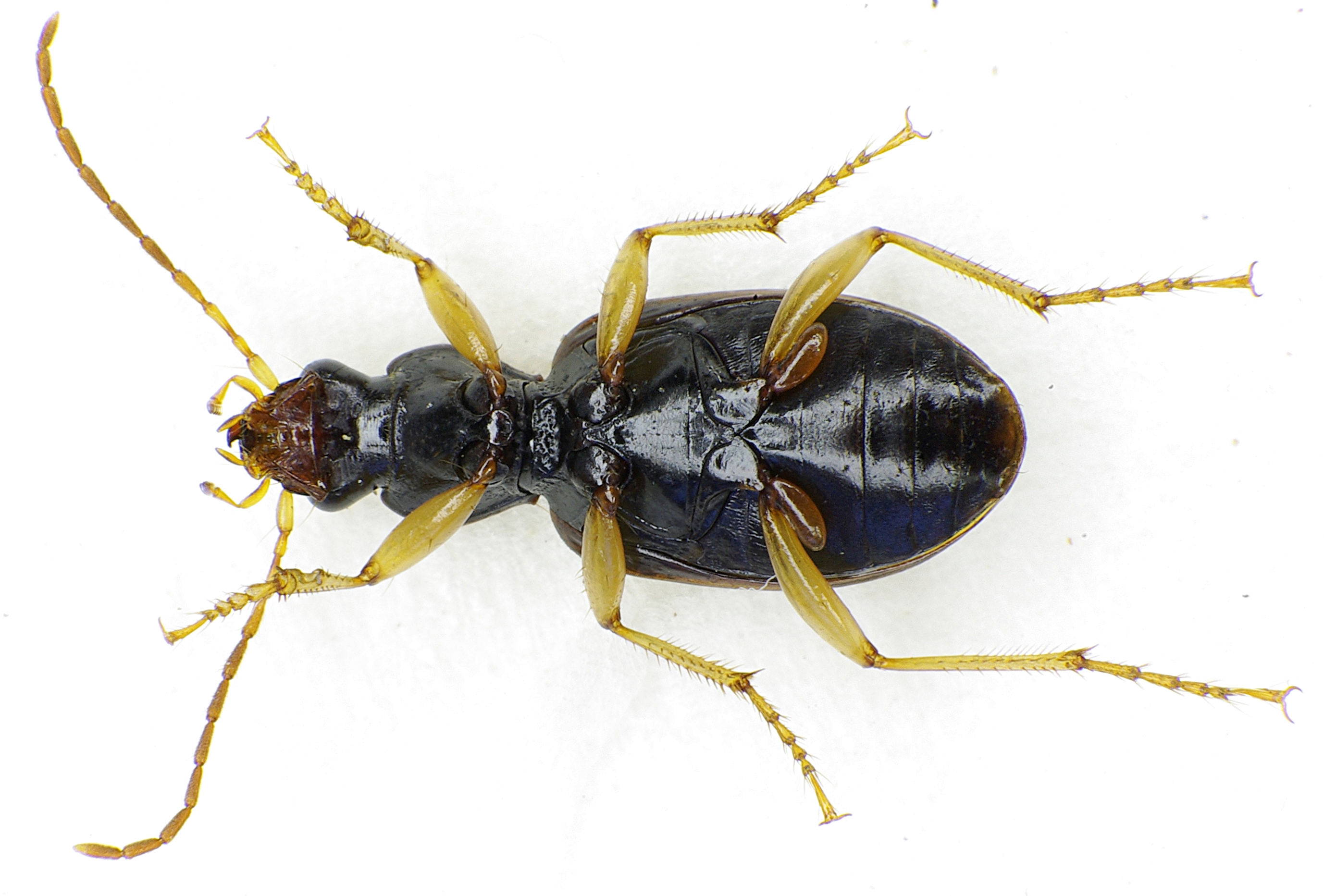
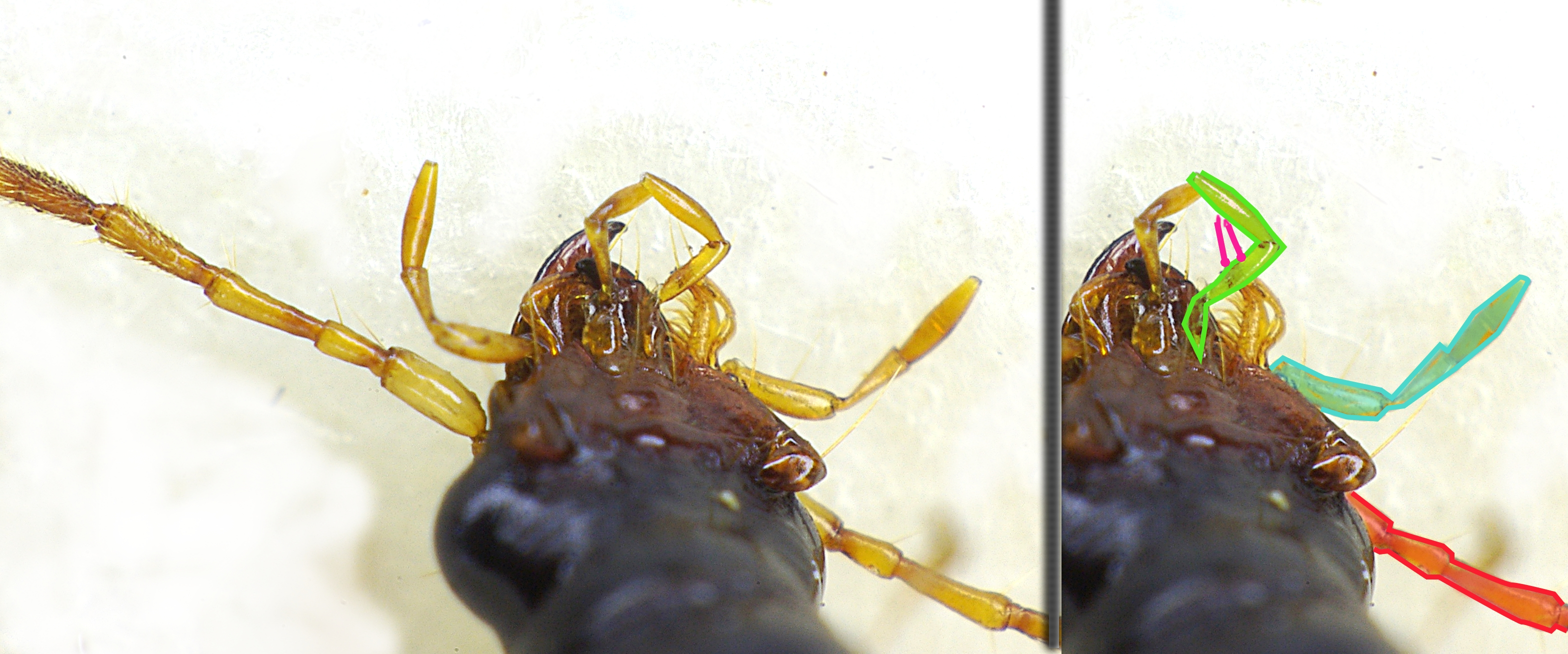
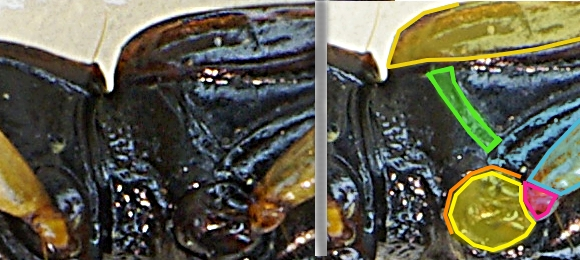